# Naturschutzgebiet Goldberg (Reisenberg)
Koordinaten: 48° 0′ 6″ N, 16° 31′ 9″ O

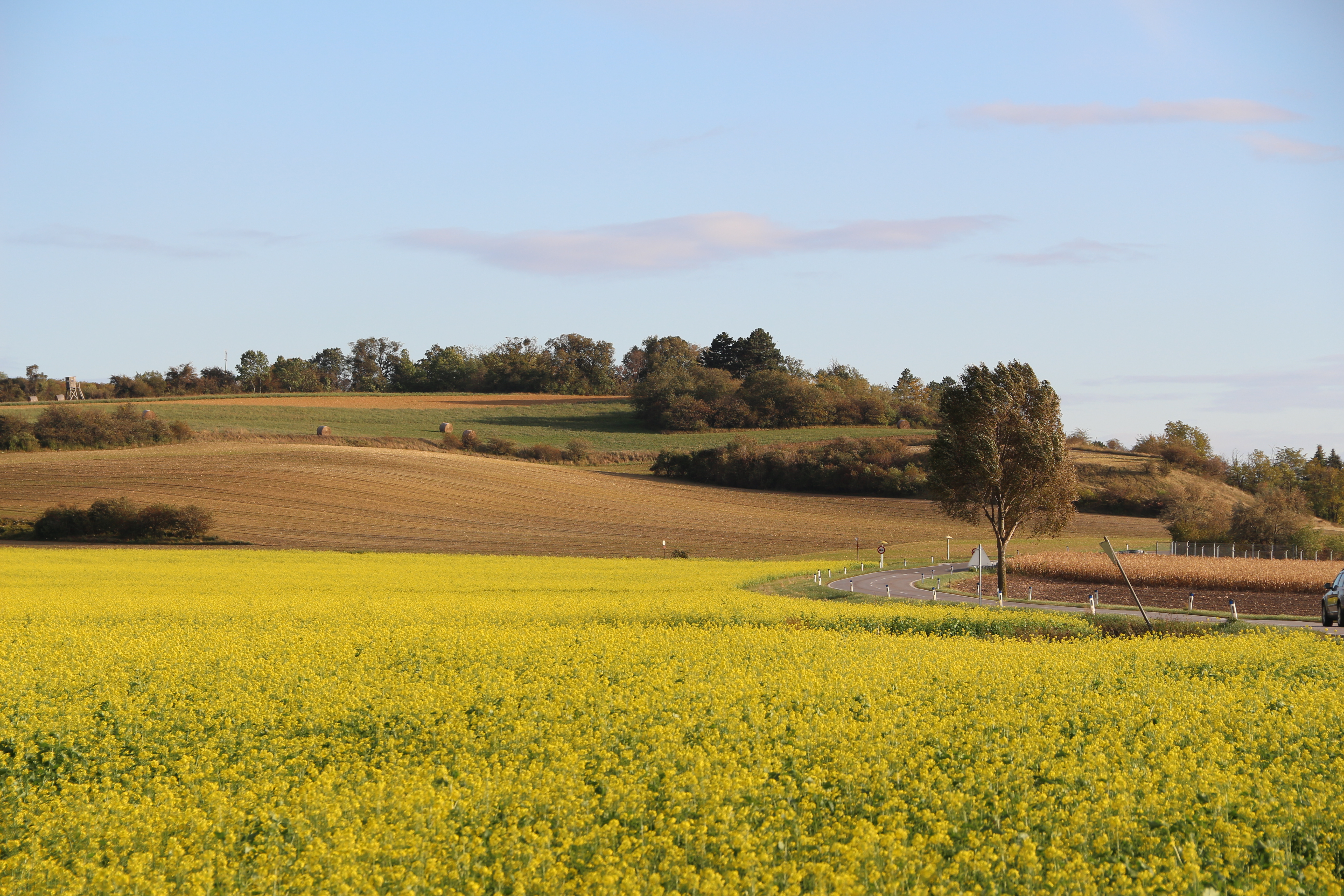
Naturschutzgebiet Goldberg in Reisenberg (Oktober 2017)

Das Naturschutzgebiet Goldberg (Reisenberg) liegt in der Marktgemeinde Reisenberg im Bezirk Baden in Niederösterreich. 
Das Gebiet, in dem sich der 218 Meter hohe Goldberg erhebt, erstreckt sich nördlich von Reisenberg. Westlich des Gebietes verläuft die Landesstraße L 161, südlich fließt der Reisenbach, ein rechter Zufluss der Fischa, und verläuft die B 60.

## Bedeutung
Das rund 4,1 ha große Gebiet wurde unter der ID 32 unter Naturschutz gestellt.